# Italo Ghitti
Italo Mario Ghitti (Borno, 21 dicembre 1947) è un magistrato italiano.

## Biografia
Laureatosi, con il massimo dei voti e la lode, in Scienze Politiche presso l'Università Cattolica di Milano e successivamente in Giurisprudenza presso l'Università Statale di Milano, è diventato famoso perché, nel primo periodo (febbraio 1992 - luglio 1994) di quella fase della storia giudiziaria italiana che è passata sotto il nome di Mani pulite, svolgeva le funzioni di GIP di Milano. 
Nominato Uditore Giudiziario con decreto del 27 maggio 1977 e svolto il periodo di tirocinio, dal maggio 1978 è stato destinato al Tribunale di Milano con funzioni di Giudice Istruttore.
Presso tale Ufficio, chiamato a svolgere, secondo le norme allora vigenti, le indagini più complesse, è rimasto ininterrottamente sino al luglio 1991.
La sua attività come Giudice Istruttore si può articolare in due fasi.
Nella prima fase (1978-1985) egli ha istruito numerosi procedimenti penali riguardanti sequestri di persona a scopo di estorsione; tra questi vanno segnalati, per la complessità, l’istruttoria contro la c.d. banda Turatello, alla quale erano contestati, tra l’altro, i sequestri aventi come vittime Nassisi, Zambeletti, Lavezzari, un procedimento con 39 imputati ; a pochi giorni dalla conclusione di tale istruttoria ha iniziato l’istruzione del procedimento contro Muià ed altri 53, inerente a 10 sequestri di persona commessi in Milano dal 1975 al 1980 ad opera di un’organizzazione criminale composta da siciliani e calabresi; allo stesso periodo risalgono altre istruttorie sempre inerenti ai sequestri di persona di cui furono vittime Pighi, Midolo, Egro, Beissah e Gerli. Nello 1983 il magistrato, quale Giudice anziano della Quinta Sezione penale del Tribunale, ha presieduto il Collegio giudicante del procedimento contro Zanetti +15 inerente al sequestro di persona in danno di Calatrò.
Oltre ai procedimenti citati, ha condotto altre istruttorie inerenti allo spaccio di stupefacenti, omicidio, lesioni volontarie; tra tutte, va richiamata anche quella inerente alla locazione di immobili da parte degli Amministratori del Comune di Milano.
Per il secondo periodo di attività presso l’Ufficio istruzione (1986-1991), l’attività quale Giudice Istruttore, pur riguardando le più svariate materie, si è concentrata in due settori principali, reati finanziari e fallimentari e reati commessi da pubblici ufficiali. Di particolare complessità è stata l’istruttoria di un procedimento con 53 imputati, relativo a reati fallimentari connessi con la raccolta di risparmio mediante i c.d. fondi atipici, un’istruttoria raccolta in circa 300 volumi e conclusa con sentenza /ordinanza di 840 pagine; altra istruttoria da segnalare è quella relativa al procedimento Rizzoli Angelo più altri,  inerente ai reati fallimentari conseguenti all’amministrazione controllata della Rizzoli Editore. 
Allo stesso periodo risalgono due altre istruttorie, di particolare complessità e delicatezza, una nei confronti di Magistrati del Distretto della Corte d’Appello di Torino indiziati di corruzione ed associazione a delinquere, l’altra concernente un procedimento a carico del Procuratore della Repubblica di Chiavari e di un Ufficiale dei Carabinieri di Genova. 
Nel luglio 1991, esaurite tutte le istruttorie per i procedimenti regolati dalle norme del Codice Rocco, il magistrato è stato assegnato all’Ufficio del Giudice per le Indagini preliminari ed ha svolto le funzioni di GIP e GUP, in particolare gestendo tutte le richieste provenienti dal pool di Magistrati che si occupavano del procedimento conosciuto come “Mani Pulite”. 
Nel luglio del 1994, su designazione del gruppo milanese di Unità per la Costituzione, è stato eletto quale componente del Consiglio superiore della Magistratura e quindi collocato fuori ruolo ; al CSM ha presieduto per un anno la Commissione “Criminalità Organizzata” ed è stato Componente della Commissione disciplinare e della Commissione per il conferimento degli Incarichi Direttivi. 
Rientrato in ruolo nel novembre 1998 presso il Tribunale di Milano, ha svolto interinalmente, sino al giugno 2005, le funzioni di Presidente della III Sezione Penale provvedendo all'eliminazione del pesante arretrato di cui quella Sezione era gravata ed alla celebrazione di procedimenti di criminalità organizzata. 
Nominato Presidente della Sezione Penale del Tribunale di Monza, dal giugno 2005 al gennaio 2012, ha svolto le funzioni di Giudice penale monocratico, Presidente del Collegio penale e di Presidente della Corte d’Assise, dirigendo il dibattimento di processi anche di particolare rilievo (Omicidio in danno di Radice - violenza sessuale commessa dal padre in danno della figlia in tenera età). 
Identiche funzioni ha svolto dal gennaio 2012 sino al 21 dicembre 2017 quale Presidente del Tribunale di Piacenza; in tale veste, oltre a svolgere le funzioni giurisdizionali e direttive proprie dell’Ufficio, si è attivato per dare a tutti gli Uffici giudiziari di quella città una dignitosa sistemazione, ristrutturando i locali fatiscenti del Tribunale situato in Palazzo Landi risalente alla fine del 1400 e utilizzando il precedente carcere, da anni ristrutturato ed inutilizzato, per l’Ufficio del Giudice di Pace e per l’UNEP.

## Il ruolo inMani pulite
Lo scandalo denominato nel gergo giornalistico "Tangentopoli" cominciò il 17 febbraio 1992, quando il pubblico ministero Antonio Di Pietro chiese ed ottenne dal GIP, che appunto era Ghitti, la cattura di Mario Chiesa, membro del PSI e amministratore del Pio Albergo Trivulzio. Fu l'inizio di una lunga stagione di inchieste scottanti. Le notizie della corruzione in politica cominciarono ad essere pubblicate dai giornali.
Toccava a Ghitti emettere e convalidare o meno i provvedimenti giudiziari proposti dalla Procura della Repubblica, dal "pool" composto da Antonio Di Pietro, Gherardo Colombo e Piercamillo Davigo.
Nel corso del periodo indicato, secondo talune voci, sarebbe sorta qualche incomprensione e sarebbe stata trovata una soluzione che non sconfessava la precedente linea di condotta: Ghitti accettò la candidatura al Consiglio Superiore della Magistratura e quindi lasciò il suo incarico milanese. Peraltro fu l'intero gruppo milanese di Unità per la Costituzione a proporlo a tale carica con voto a larghissima maggioranza nell'Assemblea del gruppo del 5 maggio 1994.
Su Il Dubbio dell’8 dicembre 2021, il Dott. Guido Salvini (GIP presso il Tribunale di Milano) ha pubblicato un articolo nel quale rivela che il Dott. Italo Ghitti era titolare del fascicolo n. 8655/92 relativo alle indagini sui fatti di corruzioni accaduti al Pio Albergo Trivulzio. Riferisce il Dott. Salvini che il Pool di Mani Pulite prese l’iniziativa di iscrivere qualsiasi indagine relativa a tangenti in tutti i settori della Pubblica amministrazione, impedendo la rotazione dei fascicoli tra i vari GIP, in violazione del principio del giudice naturale precostituito per legge. Afferma Salvini: «Ma questo espediente dell’unico numero impediva la rotazione e consentiva di mantenere quell'unico Gip iniziale, quello dell'indagine sul Trivulzio, Italo Ghitti, che evidentemente soddisfaceva le aspettative del Pool. Un paio gli anni dopo, nel 1994, vale la pena di ricordarlo, Ghitti divenne consigliere del Csm: un'elezione e un prestigioso incarico propiziati quasi esclusivamente dall'essere stato appunto il “Gip di Mani pulite”».

## Il ruolo nella vicenda di Daniele Barillà
Italo Ghitti convalidò l'arresto di Daniele Barillà, l'imprenditore di Nova Milanese che ottenne in seguito alla revisione del processo un risarcimento per l'ingiusta detenzione durata oltre 7 anni. Barillà venne condannato dal Tribunale di Livorno a 18 anni di reclusione; la Corte d’appello di Firenze ridusse la pena a 15 anni e nel 1996 la Cassazione confermò tale condanna. Solo nel luglio del 2000 si arrivò alla risoluzione del caso, con l'assoluzione dell'imputato.
Vittima di uno dei più clamorosi casi di errore giudiziario emersi in Italia, Barillà fu erroneamente considerato un trafficante di droga, ma l'equivoco era stato generato da uno sbaglio durante un pedinamento sulla tangenziale e strade limitrofe di Milano. Al pedinamento, avevano preso parte importanti membri del Ros dei Carabinieri, tra cui il noto Capitano Ultimo, Sergio De Caprio, il carabiniere che arrestò Totò Riina. La Fiat Tipo Amaranto alla guida della quale si trovava Barillà era infatti uguale per modello, colore e simile per numero di targa a quella di un vero narcotrafficante.
Come riporta il quotidiano Il Giornale, che grazie all'operato del giornalista Stefano Zurlo, contribuì a far emergere la vicenda, Ghitti, sulla base dei primi indizi, definì l'arresto «non casuale, ma frutto di specifici precedenti accordi la presenza di Barillà e la funzione svolta dallo stesso».

## Una intervista
Sulle vicende relative a Mani pulite Ghitti ebbe occasione di rompere il silenzio in una intervista in cui ammise che le decisioni da lui assunte erano spesso accoglimenti delle richieste della Procura della Repubblica, essendo fondate su gravi indizi e non essendogli possibile, come GIP, rivedere o raccogliere altri elementi di prova. Peraltro Ghitti si è sempre vantato che in ben 60 occasioni non aveva convalidato le proposte del pool Mani Pulite.
Nel 1999 i rapporti tra Italo Ghitti e Antonio Di Pietro determinarono un procedimento disciplinare. A Ghitti era stato sollevato l'addebito di aver consigliato con missiva scritta al P.M. Di Pietro come formulare l'accusa (la contiguità tra i ruoli di P.M. e di GIP è vietata dalla legge italiana); a ben vedere si trattava di una violazione formale in quanto Ghitti, pur esponendo nella missiva tutti i motivi per i quali non accoglieva la richiesta, non aveva dato veste formale a tale rigetto, emettendo un'apposita ordinanza. Il procedimento si concluse con il completo proscioglimento da ogni addebito; tuttavia questo episodio alimentò il dibattito sull'opportunità o meno della cosiddetta separazione delle carriere.